# Німеччина в Європейському Союзі
Відносини між Німеччиною та Європейським Союзом — це вертикальні відносини за участю наднаціональної організації та однієї з її держав-членів.
Західна Німеччина (ФРН) була однією з держав-засновників ЄОВС у 1952 році разом з п'ятьма іншими державами, а Східна Німеччина (НДР) була включена до ЄЕС невдовзі після возз'єднання Німеччини в 1990 році.

## Історія

### За канцлерства Конрада Аденауера (1949-1963)
Після закінчення Другої світової війни ініціативи на користь зближення народів Європи збільшилися. Для Конрада Аденауера об'єднання виробництва вугілля та сталі, яке пропагували Жан Моне та Роберт Шуман, виглядає як хороший спосіб реабілітувати свою країну на міжнародній арені і діяти на користь подальшої політичної інтеграції.

### За канцлерства Герхарда Шредера (1998-2005)
12 липня 1994 року, Федеральний конституційний суд виносить рішення, де дозволяє ширше залучати Німеччину до створення європейської політики безпеки та оборони.

#### Перший термін (1998-2003)
Криза в Косові та військове втручання під егідою НАТО в 1999 році привели на європейському рівні до національних дискусій та зміни позицій щодо ЄПБО. У Німеччині ця криза була першою з часів Другої світової війни, куди були розгорнуті німецькі солдати. Характер операції був предметом дискусії між військовим або гуманітарним втручанням. Проведена далі реформа німецької армії призвела до її пристосування до виконання Петерсберзьких завдань, які були закріплені в Договорі про Європейський Союз.
Однак у 2000 році міністр оборони Німеччини Рудольф Шарпінг вважав, що НАТО залишається найважливішим елементом безпеки Європи і що розробка європейської політики безпеки не повинна здійснюватися в конкуренції з НАТО.

### За канцлерства Анґели Меркель (2005-2021)

#### Перший термін (2005-2009)
Прихід до влади Ангели Меркель у 2005 році відзначається бажанням згадати про її прихильність до франко-німецького двигуна європейського будівництва. Водночас вона висловила протидію членству Туреччини в Європейському Союзі.

#### Третій термін (2013-2017)
У вересні 2015 року, поки в Європі посилювалася криза управління міграційним потоком, Ангела Меркель відкриває кордони для мігрантів, які перебувають в Угорщині, щоб запобігти гуманітарній кризі.

#### Четвертий термін (2017-2021)
Четвертий термін Ангели Меркель розпочався із запізненням 14 березня 2018 року, після довгих переговорів, які призвели до утворення великої коаліції між Християнсько-демократичним союзом Німеччини, Соціал-демократичною партією Німеччини (СДПН) та Християнсько-соціальним союзом у Баварії (ХСС). Федеральні вибори в Німеччині 2017 року, зокрема, призвели до приходу до Бундестагу членів партії Альтернативи для Німеччини.

## Співвідношення права Європейського Союзу та права Німеччини

### Основний Закон
Європейські договори, як і інші міжнародні договори, ратифікуються Бундестагом і Бундесратом. Хоча не всі договори вимагають ратифікації Бундесрату, він зберігає засіб тиску на федеральний уряд у європейських питаннях з метою отримання гарантій, зокрема щодо їх відповідної компетенції.
У конкретному випадку Європейського Союзу участь Німеччини дозволена статтею 24(1), яка передбачає: «Федерація може законодавчим шляхом передати права суверенітету міжнародним установам».
З точки зору ієрархії норм, Німеччина вважає, що міжнародне право не вважається відмінним від німецького внутрішнього права.
Основним питанням, яке виникло між європейськими договорами та німецьким основним законодавством, було побоювання, що європейські інституції порушують основні принципи (права людини, а також структуру та природу держави тощо), які там зареєстровані. Проте стаття 79(3) виключає будь-яку можливість модифікації цих положень. Це ж положення захищає суверенітет земель. Таким чином, хоча закордонні справи теоретично є компетенцією федерального уряду, угода з Ліндау (1957 р.), а потім події 1968 р., гарантують участь земель у разі впливу на їх компетенцію.

## Тематичне позиціонування

### Оборона
Позиціонування Німеччини в питаннях оборони давно перебуває під впливом історії. 12 липня 1994 року Федеральний конституційний суд санкціонував відправку німецьких солдатів за межі території в контексті іноземних військових операцій. Це рішення встановлює умови для участі німецьких військ.
- по-перше, членство Німеччини в зоні колективної безпеки, що передбачає повну участь німецьких збройних сил, має бути затверджено інтеграційним законом, прийнятим Бундестагом;
- потім парламентський резерв, що означає, що перед кожним залученням Бундестаг повинен схвалити відправку військ шляхом прийняття простої резолюції.

Однак Німеччина залишається цивільною державою і бажає розвивати аспект запобігання конфліктам. Крім того, Німеччина тоді залишалася глибоко прив’язаною до НАТО, вважаючи, що розвиток ЄПБО не повинен конкурувати з механізмами, що діють на рівні НАТО.
Відповідно до термінології, яку використовували Дюмулен, Матьє та Гордон, «Косовський ефект», нездатність європейців втрутитися, щоб захистити та покласти край конфлікту, була суттєвою для еволюції німецької позиції після 1999 року.

## Позиціонування щодо Європейського Союзу

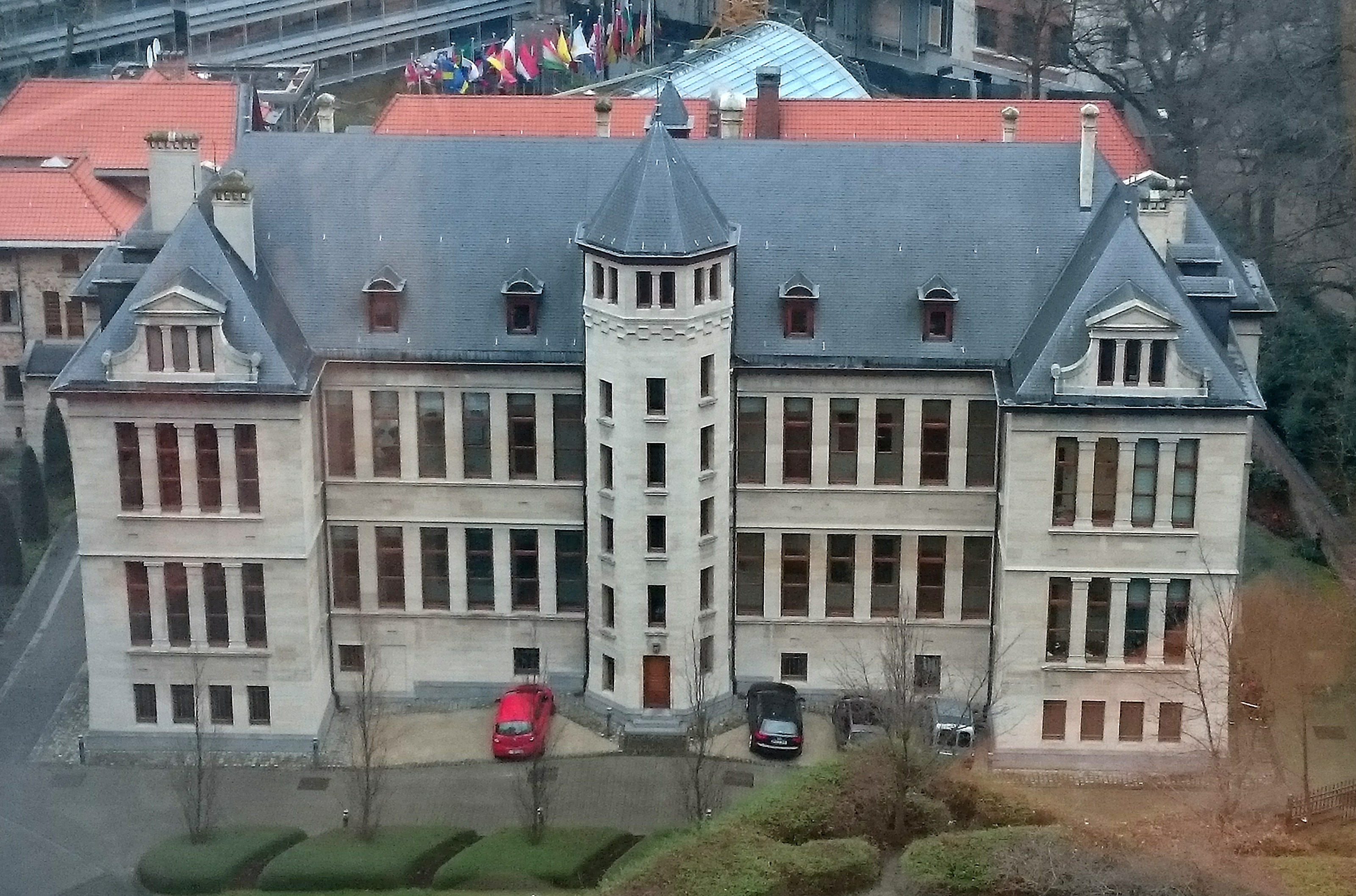
Будівля представництва Баварії при ЄС у Брюсселі.

### Політичні партії

#### Євроскептичні партії
Колишня Партія демократичного соціалізму була партією проти нинішньої форми європейського будівництва. Розпущена в 2007 році, вона продовжує існувати через партію Die Linke, члена партії європейських лівих, яка виступила проти проєкту європейської конституції.
У березні 2013 року була заснована нова партія під назвою Альтернатива для Німеччини.